# NGC 6472
NGC 6472 é uma galáxia espiral (S) localizada na direcção da constelação de Draco. Possui uma declinação de +67° 37' 49" e uma ascensão recta de 17 horas, 44 minutos e 03,0 segundos.
A galáxia NGC 6472 foi descoberta em 25 de Setembro de 1886 por Lewis A. Swift.